# The Flame in the Flood
『The Flame in the Flood』（ザ フレイム イン ザ フラッド）は、アメリカのインディーゲームスタジオThe Molasses Floodが開発したアクションゲーム。

## 概要
大洪水にのまれ大河と化した世界で生き残った女性・スカウト（Scout）が、リュックサックと無線機器を持って自分のもとへやってきた犬とともにいかだに乗り、希望を求め漂流する。プレイヤーはスカウトを操作し、道中で手に入る限られた素材から食糧や道具を生成しつつ生存を図るというサバイバルを行うことになる。舞台となる川や陸地は、自動生成技術により新規プレイごとに構成が変化する。
本作のBGMはフォークロック歌手のチャック・ラガンが手掛け、自身のボーカル曲が多数使用されている。ラガンは本作のアートディレクターScott Sinclairの旧友で大のアウトドア好きでもあることから楽曲の制作依頼を快諾した。
本作の開発が本格的に始まる前の2014年10月8日から11月7日までの期間にKickstarterを通じてクラウドファンディングが実施され、25万1647ドルの資金が集まった。
開発元のThe Molasses Floodがポーランドのゲーム会社CD Projektの子会社となったことに伴い、2022年10月31日付で日本のNintendo Switch版の発売元がテヨンジャパンからCD Projektに変更された。

## システム

### 基本システム
本作のゲーム内容は、川下りのパートと陸地での探索パートの2つに大別される。前述のように、川の構成はプレイごとに変化する。
川下りのパートではいかだを操作し、基本的に画面手前から奥の方向へ進んでいく。川岸や川の中域の孤島には拠点の桟橋が点在しており、いかだを近づけると停泊してスカウトが陸地へ降り立つ。また、拠点の一種である整備場では特定の素材を用いていかだの機能を強化したり地形等にぶつかった際に減少するいかだの耐久力を回復させたりすることができる。なお、耐久力が0になるといかだが沈みスカウトが溺死する。
陸地での探索パートではスカウトを操作する。陸地では植物の採取や野生動物の捕獲、災害廃棄物の取得などで素材を集める。素材はそのまま使用できる物もあるが、複数の素材を組み合わせる「クラフト」で新たなアイテムを生成できる。焚き火や作業台でクラフトを行った時のみ生成可能なアイテムもある。アイテムはスカウトのリュックに収納されるほか、犬やいかだに預けることもできる。なお、犬の所持アイテムは、オプション設定の変更により次回の新規プレイ時に持ち越せるようになる。
スカウトには「空腹」「水分」「体温」「疲労」の4つの基本ステータスがあり、体温以外は常時、体温は気温低下時やずぶ濡れ状態の時にゲージが自然減少する。ゲージは各種アイテムの使用やシェルターでの休養で回復できるが、いずれかのゲージが尽きると死亡する。また、野生動物から攻撃を受けた際の裂傷・骨折や不衛生なものを口にした際の食中毒など、様々なステータス異常も存在する。一部は自然治癒するが、それ以外は放置すると悪化していき最終的に死に至る。

### ゲームモード
キャンペーンモード
10のエリアに区切られた川を進み、最終エリアのゴール地点への到達を目指すモード。以下の2種類の難易度がある。
トラベラー
初心者向けモード。
アイテムが豊富に出現する。新たなエリアに到達した際のチェックポイントで自動的にセーブが行われ、その後死亡してもチェックポイントから再開できる。
サバイバリスト
上級者向けモード。
トラベラーモードよりもアイテムの出現数が少なく、ステータスの変化が速い。チェックポイントでの自動セーブはなく、死亡するとそこでゲーム終了となる。
エンドレスモード
ゴール地点が存在せず、死亡するまでゲームが継続するモード。

## 受賞・ノミネート
- Gaming Trend's Best of E3 2015 Awards 「Best Indie」受賞、「Best Art Style」「Best Xbox One Game」ノミネート[14]